# Vendetta del Salvatore
La Vendetta del Salvatore (Vindicta Salvatoris) è un apocrifo del Nuovo Testamento facente parte del Ciclo di Pilato, riferito a Ponzio Pilato, prefetto della Giudea (26-36) implicato nel processo di Gesù. È composto in latino e risale al medioevo: i principali manoscritti risalgono al IX-XIV secolo. 
Ha in comune molti temi presenti negli apocrifi Morte di Pilato e Guarigione di Tiberio, probabilmente derivando questi tre i racconti da un testo precedente, forse del VI secolo.
Il testo racconta gli avvenimenti immediatamente successivi alla morte di Gesù, con notevoli errori e imprecisioni storiche e con toni prettamente antisemiti. Tito, re di Burdigala (Bordeaux) in Libia al tempo dell'imperatore Tiberio, viene miracolosamente guarito dalla lebbra da un cristiano. Parte con Vespasiano per punire i Giudei per la recente e ingiusta morte di Gesù. Distruggono Gerusalemme, imprigionano Pilato, grazie a Volusiano trovano Veronica e il panno sul quale era rimasto impresso il volto di Gesù. Grazie al panno l'imperatore Tiberio a Roma viene guarito dalla lebbra.